# San Pedro Necta
San Pedro Necta est une ville du Guatemala dans le département de Huehuetenango.